# Port of Notes
포트 오브 노츠(Port of Notes)는 1996년에 결성된 일본의 혼성 듀오 음악 그룹이다. 하타케야마 미유키와 고지마 다이스게로 구성되어 있다.